# Dynamisme Presse Édition
Pour les articles homonymes, voir DPE.
Dynamisme Presse Édition ou DPE est un éditeur de bandes dessinées petit format assez mineur ayant exercé entre 1975 et 1984. Son siège social était au 33, rue du Censier, 75005 Paris. Beaucoup de rééditions et d'utilisation de personnages de la télévision (Scooby-Doo, Ulysse 31 etc.).

## Liste des Revues
- Archie, Betty et Véronique (1)
- Archie et Cyrano (1)
- Bessy (6)
- Buffalo Bill (12)
- Flash Gordon (7)
- Flèche d'Argent (8)
- Jinks, Pixie et Dixie (8)
- Star Wars (1)
- Le Fantôme (6)
- Le Super Sonique (8)
- Prosper (52)
- Scooby-Doo (13)
- Surnaturel (17)
- Ulysse 31 (20)
- Zorro 1re série (24)
- Zorro 2e série (12)